# StarCraft II: Wings of Liberty
StarCraft II: Wings of Liberty (WoL) je real-timová strategická sci-fi počítačová hra vyvinutá společností Blizzard Entertainment, je určena pro platformy Microsoft Windows a Mac OS X. Hra navazuje na původní StarCraft, úspěšnou hru z roku 1998 a její datadisk. StarCraft II: Wings of Liberty vyšel 27. července 2010. Hra je rozdělena celkem na tři části: základní hru s podtitulem Wings of Liberty a další dva datadisky, Heart of the Swarm a Legacy of the Void.
Příběh se odehrává na začátku 26. století ve vzdálené části Mléčné dráhy, v sektoru Koprulu, kam před třemi staletími dorazili kolonisté ze Země, zvaní Terrani. V kampani Wings of Liberty (Perutě svobody) je celkem 29 hratelných misí, v nichž hráč sleduje další osudy tří velkých vesmírných národů: Terranů, Zergů a Protossů. Tato kampaň je vyprávěna z pohledu Jima Raynora, vůdce rebelů proti Dominiu zvaných Raynorovi jezdci.

## Příběh hry
Upozornění: Vzhledem k tomu, že je příběh vyprávěn jako mise a některé lze plnit i na přeskáčku, může být pořadí událostí při hraní jiné.
Kampaň a příběh Wings of Liberty je hrán pouze z perspektivy Terranů (s krátkou protosskou vložkou), zatímco datadisky Heart of the Swarm a Legacy of the Void se zaměřuje na příběh z pohledu Zergů a Protossů. V říjnu 2504, tedy po čtyřech letech od ukončení války Brood War, bylo terranské Dominium pod vládou císaře Arcturuse Mengska dominantní silou v Koprulu sektoru, ovšem navzdory slibům byla jeho vláda zrovna tak utlačovatelská a zkorumpovaná jako někdejší Konfederace. Zneužíval média k propagandě, agenty Ghost ke špinavé práci i násilné verbování a "převýchovu" trestanců službou v armádě.
Jedním takovým trestancem byl Tychus Findlay, jehož po devíti letech rozmrazili z kryogenního vězení, protože uzavřel dohodu s Mengskem výměnou za svobodu. Dostal však mariňácké brnění, namontované přímo na jeho tělo, aby si své vězení vezl s sebou.

### Mar Sara
Mezitím se známý rebel proti Mengskově vládě Jim Raynor, trochu sešlý a zahořklý, potloukal po Mar Saře, jež byla před dvěma lety znovu kolonizovaná. Armáda Dominia zde rozpoutala teror, protože obyvatelé nesouhlasili s její přítomností a hlavně s násilným verbováním.
Poté, co obyvatelům Raynor pomohl, ho v Joeyrayho baru našel jeho starý přítel Tychus Findlay. Pověděl mu, proč vlastně vojska Dominia obsadily Mar Saru: hledají pradávné artefakty, z nichž jeden byl objeven zde na Mar Saře. Nabídl mu obchod: pokud tyto artefakty "osvobodí" z rukou Dominia a prodá je vlivné nezávislé nadaci Moebius, získá hodně peněz na svou vzpouru proti Mengskovi. Tychusovi dle jeho slov tato nadace pomohla z vězení, kam byl poslán na doživotí za loupežná přepadení a vraždu; její vedení se bojí režimu a možnému zákazu činnosti. Zavzpomínali na staré časy, kdy za mlada prováděli přepadávání vlaků, a šli artefakt z Mar Sary ukradnout Dominiu.
Po návratu k Joeyrayho baru se však náhle objevili Zergové, kteří po milionech napadli Mar Saru. Vojska Dominia se ihned stáhla bránit svoje centrální světy, zatímco obyvatele kolonie nechali napospas Zergům. Raynorovi jezdci proto zorganizovali evakuaci jako před čtyřmi lety, než přiletěly nákladní lodě a křižník Hyperion. Na můstku Raynora čekal Matt Horner, mladý kapitán Hyperionu v nažehlené uniformě, jenž s obří vesmírnou lodí krátkým hyperprostorovým skokem unikl z Mar Sary. Ostatním pustil zprávy, že se toto děje i v dalších koloniích a Zergy osobně vede Královna čepelí Sarah Kerriganová, o které nikdo od konce Brood War neslyšel. Nyní se vrátila a zanechávala za sebou jen spoušť, čímž Raynora polil studený pot, a pak se musel jít opít, což po skončení Brood War dělal často. S tím, co se stalo Sáře, se nikdy nesmířil. Všichni spekulovali, o co jí tentokrát jde, dle Raynora nejspíš chce dokončit „práci“ z před čtyřmi lety, tedy vyhladit Terrany i Protossy.

### Kolonisté z Agrie, Tosh a Taldarimští
Druhý artefakt, podobný tomu na Mar Saře, nalezli na světě Monlyth, kde narazili na neznámý fanatický kmen Protossů zvaný Taldarim. Ačkoliv se Raynor s Protossy dobře znal, tito zaútočili na Jezdce jako na poskvrňovače jejich svaté země. Taldarimští ve skutečnosti bojovali na dvou frontách, protože sem dorazili i Zergové. Naštěstí se Raynorovi povedlo artefakt získat dříve, než na místo dorazila Kerriganová, jež ale stihla Raynora počastovat svými řečmi. Findlay se po bitvě seznámil v archivu Hyperionu s jejím případem, čímž naštval kapitána Hornera, protože to dělal bez jeho svolení. Každopádně Horner Findlayovi vysvětlil, že než se z ní stala Královna čepelí, si byli Kerriganová s Raynorem blízcí, a upřímně si není jistý, co se stane, až se s ní znovu setká. Findlay řekl, že zná jediné řešení, a přiložil na monitor kulku přímo mezi oči Kerriganové.
Krátce na to přijal Hyperion nouzový signál z Agrie, kterou neformálně vedla mladá doktorka Ariel Hansonová poté, co je Dominium nechalo napospas Zergům. Raynor vydal rozkaz jim pomoci. Bylo potřeba ochránit evakuované kolonisty před útoky Zergů, jež přicházely na konvoje ze všech stran. Jakmile byla mise dokončená, přijali Jezdci dr. Hansonovou na palubu Hyperionu, kde se okamžitě pustila do práce na zlepšení zdravotní péče a vědecké úrovně, kterou sama označila za neexistující. Findlay se snažil Raynorovi namluvit, že se do něj dr. Hansonová zakoukala jako "do prince na bílém koni, který zachránil její lid", měl by proto hodit minulost za hlavu. Brzy bylo zjištěno, že mnozí kolonisté, evakuovaní na Meinhoff, již byli nakaženi zergskými spórami a měnili se v terransko-zergské hybridy, útočící na zbylé kolonisty a šířící dále nákazu. Proto museli Jezdci, ač to bylo bolestné, tyto nakažené vyhladit spolu se zdrojem nákazy. Zjistili, že hybridi útočí v noci, ale ve dne se schovávají před silným sluncem, které je usmaží zaživa. Splnění mise proto bylo lehké. Hansonová si také prohlédla artefakty, jež našli na Mar Saře a Monlythu, a prohlásila, že vysílají silné pulzy, schopné zabít všechny Protossy v dosahu.
Jezdci se však nadále potýkali s nedostatkem morálky i financí, proto vzali další misi, když je kontaktoval Gabriel Tosh, záhadný bojovník proti Dominiu se zvláštním přízvukem a s vizáží rastafariána. Chtěl, aby mu asistovali při projektu Shadowblade při těžbě vzácného minerálu jorium, užívaného pro vylepšení psionických schopností lidí. A to na opuštěné kel-morianské kolonii Redstone III. Museli se zde potýkat s nestabilním terénem, přílivy a odlivy lávového pole, s útoky Zergů a s přítomností nebezpečného brutaliska. Tosh jim poskytl své speciální vojáky a pochvaloval si efektivitu práce Jezdců. Po splnění mise se objevil na palubě Hyperionu, sice nikomu nesdělil své motivy, ale dal jasně najevo, že má stejné cíle.
Tosh nabídl Raynorovi další misi, a to získání vzácného plynu terrazín na světě Bel'Shir, kde se zase setkali s protosským kmenem Taldarim, pro něž byly plyny terrazín svaté. Jezdci nehodlali čelit přesile, takže si vzali jen tolik kanistrů plynu, kolik Tosh požadoval, a stáhli se pryč. Hyperion však přijal kódovanou zprávu od neznámého odesilatele, že se s nimi brzy setká a Tosh, že je ve skutečnosti spektr, produkt speciálního projektu na trénink Ghostů. Tosh nic z toho nepopřel, ale tvrdil, že zprávu určitě poslal Mengsk, aby je obrátil proti sobě. Raynor bral jeho tvrzení na vědomí, ale Tosh odmítal s kýmkoliv mluvit, dokud mu zase nezačnou věřit.
Kolonisté z Agrie se zatím přesunuli na svět Haven, jenž sousedí s prostorem Protossů. Brzy však byla s novou kolonií přerušena veškerá komunikace. Jezdci se proto přesunuli na Haven a zjistili, že je svět zcela obklíčen protosskou zlatou armádou exekutora Selendis, jež zjistila, že jsou tito kolonisté nakažení Zergy a je nutné je všechny vyhladit. Dr. Hansonová protestovala a tvrdila, že je jen kousek od nalezení léku proti zergské infekci. Selendis vyhrožovala, že pokud se jim bude Raynor snažit v její misi zabránit, utkají se spolu ve slavné bitvě, ovšem pokud si to bude přát, nechá Terrany, aby očištění nakažených provedli za jejího dozoru sami. Raynor se tedy musel rozhodnout, buď uposlechne Selendis, nebo bude věřit dr. Hansonové, že má lék již téměř hotový.
1. V každém případě pokud Raynor pomůže doktorce, musí zničit protosskou mateřskou loď, jež vyhlazení obyvatelstva Havenu vykonává. Po bitvě se Selendis stáhne a pochválí Raynora, že je mistrný taktik a vyjádří přání, aby jeho volba nakonec dopadla dobře. Dr. Hansonová po bitvě opustí Hyperion a nabídne Raynorovi, aby se na Havenu spolu s ní usadil, tedy odhalí své city k němu a políbí ho. Raynor však odmítne, musí porazit Mengska. To Hansonovou zklamalo, ale respektovala jeho rozhodnutí. Findlay se jeho odmítnutí divil, ale Raynor mu vysvětlil, že si už láskami prošel a nechce se v nich znovu zklamat.
2. Pokud se Raynor rozhodne přijmout nabídku Selendis, Hansonová odmítne přijmout vysvětlení, že je to nutné udělat a zamkne se do laboratoře s hysterickým křikem, že není mužem, za jakého ho měla. Selendis pochválí Raynora za toto těžké, ale moudré rozhodnutí, a nazve ho skutečným přítelem Protossů. Raynorovi Jezdci tak na Havenu zlikvidují všechny zdroje nákazy i přítomné Zergy, přičemž ušetří jen to málo lidi, které není nakažené. Po bitvě se Protossové beze slova stáhli, ovšem Horner upozornil, že je Hansonová stále v laboratoři. Raynor za ní vnikl v plné zbroji a po zjištění, že tam není, nařídil Hornerovi dálkově uzamknout dveře. Z jejího vzorku, který byl v tamním počítači, zjistil, že je její DNA již z 99,3 % nakaženo zergským virem. Nakažená Hansonová pak Raynora nejprve slovně, pak i fyzicky napadla. Raynor ji sestřelil ze stropu a pak ji na zemi dorazil. Prohlásil, že Hansonová byla pastí od úplného začátku. Že s ní něco není v pořádku, tvrdil dříve i Gabriel Tosh, podle jehož názoru neexistoval důvod, proč by vlastně Zergové měli útočit na Agrii, kde nic není.

Zatím Jezdci zjistili, kdo je tím anonymem, varujícím před Toshem, jenž nyní nabídnul misi přepadnout obávanou věznici v Novém Folsomu, z níž v posledních 50 letech nikdo neutekl. Byla to Mengskova vojákyně z útvaru Ghost jménem Nova. Raynorovi sdělila, že Tosh lže a jorium i terrazín využije k vybudování armády spektrů z psychopatických vrahů, kteří jsou drženi pod zámkem právě na Novém Folsomu. Divili se, že Tosh na Hyperionu není, ale byli si jistí, že tuto komunikaci sleduje, proto ho propojili. Tosh umlčel Novu, že jen žárlí na úspěchy spektrů a připomněl Raynorovi, za co vlastně spolu bojují. Raynor si zase musel vybrat.
1. Pokud se přidá na stranu Novy, tak Toshovi řekne, že je příliš nebezpečný a proti takovým zmetkům bojuje celý život. Za asistence Novy zničí všechny zásoby joria i terrazinu. Spolu s tím i Toshovo ukryté zařízení na trénink spetrů, jež chtěl použít na vězněné psychopaty. Tímto zcela zničili Toshovy plány. Sám Tosh z místa uprchl a kontaktoval Raynora, aby ho nazval zrádcem. Vyrobil si panenku voodoo na podobu Raynora a řezáním do ní chtěl způsobit Raynorovi velkou bolest i na šest světelných let daleko. Jenže se nic nestalo a Tychus Findlay v kantýně zaúpí bolestí. Tosh byl překvapen, že to nefunguje, tak panenku zahodil (čímž Findlay zavrávoral a zřítil se k zemi), na čež mu Raynor řekne, že je špína. Tosh odvětil, že jsou oba stejní a sliboval pomstu. Za ním se ale objevila Nova, která zezadu Toshovi probodla hlavu. Raynorovi se pochlubila svou ledovou efektivitou, přičemž si s ním zakoketovala a ujistila ho, že po něm (pracovně) nepůjde, zatím. Pak vzala Toshovu voodoo panenku a nožem ji probodla v oblasti genitálií. Výsledkem byl nelidský Findlayho výkřik, jenž slyšel celý Hyperion. Horner jen žertem Raynorovi nadhodil, proč si (po Kerriganové a Hansonové) nemůže aspoň jednou najít nějakou normální holku.
2. Pokud se přidá na stranu Toshe, Nova mu řekne, že udělal velkou chybu. Tosh Raynorovi poděkuje, že věděl, že s ním může počítat, a připravili plán útoku na Nový Folsom, aby pustil z vězení "psychopaty" a také spoustu disidentů, které tam věznil Mengsk. Po bitvě debatovali Raynor s Hornerem o důsledcích této mise. Osvobodili všechny buditele a disidenty, tedy udělali první skutečný krok ke spravedlivé budoucnosti. Tosh, jenž přišel zneviditelněný, se zviditelnil a Hornera se zeptal, zdali je opravdu tak naivní. Po Mengskovi jen přijde další Mengsk a po něm zase další a nic se nezmění. Raynor Hornera uklidnil, že jednoho dne tato světlá budoucnost určitě nastane, ale taková není určená pro lidi, jako je on sám nebo Tosh, a Toshovi vrátí kapesní nůž, který při diskuzi s Hornerem zabodl do stolu. Tosh Raynora ujistil, že on a jeho spektrové mu budou plně k službám, dokud nebude Mengsk mrtev. Pokud je na palubě Hyperionu ještě Hansonová, tak Raynorovi řekne, že Nova lhala a spektrové vůbec nejsou psychopati a musela to vědět.

### Propaganda
Raynor si, jak už bylo řečeno, nikdy neodpustil, co se stalo s Kerriganovou, a vinil z toho právem Mengska, jenž byl zodpovědný za miliardy mrtvých na Tarsonisu. Mengsk se nikdy nestyděl za poslední čtyři roky v mediální propagandě i ve svých výrocích nazývat Raynora teroristou a zločincem, jenž musí být přiveden před spravedlnost. Uplynulé skutečnosti neustále překrucovala zpravodajská televize UNN (Universe News Network), v čele s pro-mengskovským šéfredaktorem Donnym Vermillionem, s nímž "soupeřila" mladá reportérka Kate Lockwellová, která všechno viděla na vlastní oči a snažila se do reportáží a činů Raynora vnést vyvážený pohled, ale její živé vstupy byly často Vermillionem ukončeny vsuvkou na způsob stokrát opakované lži, nebo ji rovnou skočil do řeči dřív, než stihla říct pravdu.
Nízká morálka Raynorových Jezdců, často bojujících proti Mengskově propagandě, ale často milovaných v okrajových koloniích, zapříčiňovala nadále nedostatek financí na vedení skutečně efektivního odboje. Kapitán Matt Horner však tvrdě pracoval, jak situaci vylepšit. Jeho informátor mu předal zprávu, že se Dominium vrátilo na opuštěný a zdevastovaný Tarsonis a "uklízí" tamní zařízení, která nějakým způsobem přežila zergskou okupaci, a náklad přepravuje k vesmírným lodím vlakem. Bude to tedy skvělá příležitost dostat se snadno k chybějícím surovinám a technologiím, zvláště když měli Raynor s Findlayem z mládí bohaté zkušenosti s velkými vlakovými loupežemi. Z jednoho vlaku však získali poklad nejcennější: starého konfederačního robotického poradce (adjutant).
Tato robotická žena však odmítala s kýmkoliv z Raynorových Jezdců komunikovat, neboť v její ještě konfederační databázi byli označeni za zločince. Potřebovali ji tedy hacknout a to uměl jejich známý, plukovník Orlan. Ten však tohoto robota ukradl a chtěl ho prodat Dominiu a najal si žoldnéřku Miru Han a její bandu, aby ho před Raynorem chránila. Horner, vlastně to udělal Raynor a Horner se schoval před záběrem, „kontaktoval“ svoji ošklivou "manželku" marnivou Miru Han resp. Hornerovou také. Jak on často ostatní vyzýval, aby si vybírali normální ženu, tak jeho "žena" se ukázala být naprostou katastrofou, kterou vlastně kdysi z mladické nerozvážnosti vyhrál na turnaji v pokeru a sám říkal, že by se hry raději vůbec neúčastnil, kdyby věděl, s čím ho tam ožení. Každopádně byla Raynorem nadšená a nabídla, že jim Orlana vydá, pokud splatí jeho poplatek 6000 minerálů dříve než on. Raynor ji tedy poplatek zaplatil, a získal jak robota, tak Orlana zmraženého do ledu, aby jim znovu neutekl, což provedla zadarmo, a ráda.
Robot, jenž byl nyní hacknut, obsahoval plno cenných informací, nejcennější byly pro Raynora staré záznamy, jež obsahovaly důkazy o genocidě na Tarsonisu, kterou před čtyřmi lety nařídil Mengsk, i důkazy o rozmístění PSI-emitérů lákající mračna Zergů a o zanechání Kerriganové na místě, z níž pak Zergové udělali Královnu čepelí, a také robot obsahoval jeho starý výrok: "Nezastavíte mě ani vy ani Konfederace ani Protossové ani nikdo jiný. Já budu vládnout tomuto sektoru, nebo ho spálím na popel!" Dále získali informace o obřím chodícím robotovi Odin na stanici Valhalla, kterého chtělo Dominium využít proti civilistům v případě nepokojů. Úkolu se zhostil Findlay, jenž zabil také veškeré osazenstvo Valhally, a zamaskoval misi tak, aby se Dominium nikdy nedozvědělo, že byl Odin ukraden Jezdci.
Na Hyperionu vymysleli plán, jak získané důkazy uplatnit. Tychus Findley zůstal v Odinovi na Valhalle a nechal se Dominijskými přepravit na Korhal do Augustgradu, kde měl být představen na vojenské přehlídce jako speciální protizergská zbraň. Zde začal útočit na ostatní vojenský personál Dominia a způsobil dost velký chaos na to, aby na Korhal přistál oddíl Jezdců i s připravenou reportáží, prezentující důkazy o tom, kým doopravdy Mengsk je, tedy válečným zločincem. Zastavit je nedokázal ani zásah generála Warfielda, jenž se nedávno kvůli Zergům vrátil z výslužby. Jezdci se probili až k centrále televize UNN, reportáž odvysílali a uprchli z Korhalu. Když ji viděla široká veřejnost, vypukly na Korhalu i na jiných světech Dominia nepokoje, hraničící s otevřeným povstáním. Lid nyní svého císaře, z kterého propaganda dělala hrdinu a "zachránce lidstva" před Zergy a Protossy, nyní považoval za teroristu na trůně a korupčníka.
Císař Arcturus Mengsk byl nucen svolat tiskovou konferenci, aby skandál vysvětlil. Trval na tom, že mu vždy na srdci leželo blaho a bezpečí lidstva, a osobní moc nikdy nebyla jeho cílem. Záhy se přihlásila s dotazem reportérka UNN Kate Lockwellová, zda stále trvá na svých prohlášeních, když kdysi řekl: "Nezastavíte mě ani vy ani Konfederace ani Protossové ani nikdo jiný. Já budu vládnout tomuto sektoru, nebo ho spálím na popel!" Mengsk na ni nevěřícně zíral a hned ho skoro oslepily blesky od fotoaparátů. Nazval přítomné reportéry novinářskými hyenami a vztekle z konferenční místnosti odešel. Akce měla takový úspěch, jaký si Raynor s Hornerem ani ve snu nepředstavovali, a připili si na něj. Jediná reportáž jim vynesla větší vítězství než stovky úspěšných misí proti Dominiu. Když pak Kate Lockwellová informovala v živém vstupu o dění na ulicích Augustgradu, Donny Vermillion nebyl ve studiu schopen slova a opakoval se studeným potem na čele, že jeho bratr zemřel na Tarsonisu. Donny Vermillion poté odešel na ozdravnou dovolenou, ale už se nevrátil, neboť se z tohoto odhalení pravdy nevzpamatoval a byl hospitalizován na psychiatrické klinice. Šéfredaktorem zpravodajství UNN se po něm stala Kate Lockwellová, ta si mimo záběr před střihem jejího vstupu po jmenování zakřičela "ANO!"
Během mise na Korhalu se Raynorovi Jezdci mohou zmocnit informace o tajném vědeckém zařízení na Castanaru, a že po dokončení jejich práce mají být tamní vědci popraveni. Našli tam totiž protosskozergského hybrida, kterého vědci klonují znovu a znovu. Raynorovi hoši něco tak odporného viděli poprvé a ještě více je to přinutilo nenávidět Mengska. Zničit hybrida mohou vyhozením stanice do vzduchu, ale při výbuchu hlavního generátoru se na svobodu jeden z hybridů dostal, takže se Jezdci museli dostat pryč zběsilým úprkem, jinak by je všechny zabil.

### Předzvěst přicházející temnoty
V další misi se Jezdci soustředili opět na nalezení dalšího artefaktu. Tentokrát šlo o planetu Xil, kde ho již hledal tým z nadace Moebius, ale byl kompletně vyhlazen. Stáli za tím Taldarimští Protossové, ale Jezdci využili laserové zařízení na vrtání do země jako zbraň proti nim a dokázali pak artefakt najít dříve než Taldarimští. Při návratu na Hyperion, když se Raynor ocitl v jednom z temných zákoutích lodi, náhle vypadl proud. Ze stínů se před překvapeného Raynora vynořil jeho dávný protosský přítel Zeratul, který byl zraněný na pravé paži. Zmatečně mu prorockým tónem sdělil, že přinesl zprávy o blížícím se konci všeho, ale ještě tu je naděje: i když si za své zločiny zaslouží zemřít, je Kerriganová klíčem k tomu, aby se konci vesmíru zabránilo, tedy musí ji za každou cenu ochránit. Vrazil Raynorovi do ruky ihanský krystal temných templářů, obsahující jeho vzpomínky, aby studoval, že musí pochopit, neboť času je málo. Poté Zeratul opět zmizel ve stínech.
Raynor byl z tohoto náhlého a rychlého setkání zmatený a rozčilený, že se po čtyřech letech jen tak objevil a zase zmizel, ale uposlechl ho. Zadíval se do krystalu, skrze nějž k němu promlouval nahraný Zeratulův hlas, v němž popsal, že po bitvě na Charu před čtyřmi lety ho jeho putování vesmírnou prázdnotou při hledání odpovědí nakonec dovedlo na tajemný svět Ulaan, aby se dověděl více o pradávném xel'nažském proroctví o jejich návratu. Když v jedné hluboké jeskyni studoval nástěnné malby, z nichž vyčetl, že byl před dávnými věky předpovězen příchod Zergů i to, že se jim Protossové postaví, což jsou události, které se již staly. Než našel další jeskynní malby, narazil na Zergy a Sarah Kerriganovou. Zeratul rozřezal její čtyři hydralisky a pak si vyslechl její "uvítání", zda tam také nešel hledat proroctví, zda slyší "jejich" hlasy, že spálí galaxii, až se vrátí. Zeratul odpověděl, že se to možná stane, ale ona nebude mít možnost to vidět. Zaútočil na ni, ta ho však psionikou držela ve vzduchu, a poprosila ho, aby toho nechal, že jejich konflikt je nyní naprosto bezpředmětný, protože se blíží bouře, která je zničí všechny. Vybídla ho k tomu, že by té zkáze měli čelit společně. Zeratul se vymanil z jejího sevření a rozmáchl se, aby ji usekl hlavu, ale usekl ji jen velké levé čepelí křídlo na zádech, přičemž se o něj sám pořezal do pravé ruky. Kerriganová nedělala dále nic, jenom konstatovala, že tomuto osudu nelze uniknout. Konec se blíží a až si ji najde (její křídlo ji dorostlo nazpátek), tak ho konečně přijme. Pak z místa odchešla. Zeratul odpověděl, že proroctví je nejisté a vždycky je naděje.
Vylezl po stěně jeskyně nejbližším otvorem ven a hledal další fragmenty proroctví, přičemž si musel prosekávat cestu přes Zergy. Naštěstí na místo dorazil jiný Protoss se svou jednotkou, který mu pomohl při úniku před Kerriganovou, jež je následně chtěla zabít a vzít si fragmenty proroctví sama. Zeratul tedy odcestoval na Zhakul, kde tyto fragmenty mohly být přeloženy do srozumitelného jazyka. První část Zeratulových vzpomínek zanechala na Raynorovi stopu: do krystalu prý upřeně zíral několik hodin (dle zobrazení času přímo ve hře to mohlo být až 11 hodin), přičemž by Raynor přísahal, že nahrávka trvala jen pár minut. Ostatní ho varovali, aby byl při použití ihanského krystalu opatrný.
V druhé části Zeratulových vzpomínek uviděl svět Zhakul a Zeratulovo hledání tří ochránců pradávných dějin Protossů. Zeratul zjistil, že tam už v předstihu dorazil protosskozergský hybrid jménem Maar, který ochránce uvěznil a nechal je hlídat svou oddanou frakcí Protossů, jejichž mysl nějakým způsobem ovládl. Zeratul je porazil a osvobodil vězně. Ti souhlasili s překladem fragmentů proroctví. To znělo takto: „Cyklus se chýlil ke svému konci. Xel'nagové, kteří stvořili nás všechny, vstoupili na vyšší bytí. Přesto setrval „Padlý,“ jehož osudem je pokrýt prázdnotu stínem. Začalo to s „Velkým Hladovým,“ skončí to naprostou temnotou.“ Zeratul si uvědomil, že ten Hladový musí být zergské Nadvědomí, tedy opustil Zhakul.
V třetí části dorazil Zeratul na Aiur, na zničenou domovinu Protossů, v jejíž džunglích se to nadále hemžilo roztříštěnými divokými Zergy. Mrtvola Nadvědomí byla stále dobře viditelná z oběžné dráhy jako vzpomínka na prohry i výhry v bitvách se Zergy. Nyní však potřeboval prostudovat ostatky, aby vyhledal v jeho útrobách nervová vlákna a stopy po jeho vzpomínkách. Jeho obří tělo ovšem okolní Zergové pozvolna požírají, bylo proto nutné je zahnat. Jak se dotýkal jeho ještě neporušených konečků, ucítil zmražené emoce Nadvědomí, které mělo těsně před smrtí. Pociťovalo k Zeratulovu překvapení úlevu, radost, pocit naděje, ale převažoval hlavně strach z budoucnosti. Jakmile nalezl cestu k rozkládající se mozkové kůře Nadvědomí, zjevil se před ním duch Tassadara. Šokovaného Zeratula pozdravil a vysvětlil, že ve skutečnosti není úplně mrtvý. Přišel mu sdělit, že Nadvědomí nebylo vždycky odporným monstrem, jaké znali, a musí se proto dovědět o jeho odvaze. Bylo stvořeno s rozumem a intelektem, ale někdo ho kdysi pozměnil a přidal mu do genetické struktury nesmazatelný nadřazený příkaz. Kdo to udělal, sice neví, každopádně tento příkaz připravil Nadvědomí o svobodnou vůli a to se stalo vězněm ve své vlastní schránce. Toho si bylo Nadvědomí vědomo, ale kvůli nadřazenému příkazu nebylo schopno samo nic udělat, ani jiný Zerg. Nicméně jednoho dne se mu podařilo vytvořit šanci, jak všechny Zergy vyvést z tohoto otroctví: Královnu čepelí. Zeratul odmítal věřit, ovšem Tassadar se ho snažil přesvědčit, aby zapomněl na všechny špatné věci i na předsudky, a podíval se na vizi, nebo vhled do budoucnosti, které mělo Nadvědomí, a čeho se tak bálo. A s touto vizí se měl nyní Raynor od Nadvědomí skrze Tassadara a teď Zeratula seznámit.
Raynor se odhodlal k poslední části, nyní tedy vize od Nadvědomí, což vidět snad nechtěl, ale když jde o Sáru, tak musí. Viděl armageddon tak, jak zabědovalo Nadvědomí, že nevyhnutelně za osm let přijde. Celý vesmír hoří v plamenech, Terrani už zkáze dávno podlehli, ovšem poslední žijící Protossové se v čele s nejslavnějšími hrdiny shromáždili na neznámém temném světě, aby zde bojovali ve své poslední bitvě. A jeho Zergové se stali otroky hybridů a jejich společného pána, které Nadvědomí nazývalo "Temný hlas". Protossy do bitvy vedl Zeratul a cílem bylo bojovat do posledního muže, uvést do provozu včas zařízení, obsahující všechny vzpomínky na starý vesmír a instrukce, jak bojovat o svobodu před tímto Temným hlasem, jež by mělo být schopné přečkat zánik vesmíru a stvoření nového. Uprostřed zoufalého boje, v němž nechyběli Artanis či Selendis a další mocní hrdinové (Mohandar a Urun), s nimiž se Raynor nikdy nesetkal, k nim Temný hlas promluvil. Vysmál se jim, že zkáze neuniknou, ale přesto existovala pro ně naděje, dostatečně mocná, aby ho zastavila, ale oni sami si ji spletli se skutečnou hrozbou a zabili ji. Šokovaným Protossům došlo, že mluví o Královně čepelí, jak to ale mohli vědět! Následovala marná bitva, v níž umírali neznámí Protossové a jeden po druhém i slavní hrdinové. Když byl konečně poslední Protoss mrtev, nařídil Temný hlas hybridům zničit Zergy, kteří se jako švihnutím proutkem proměnili ve slizskou kaši. Temný hlas následně odstranil z vesmíru světlo a pak zničil i hybridy, až zůstal v hroutícím se vesmíru sám.
Zeratul pověděl v krystalu, že taková bude budoucnost vesmíru, když Kerriganová zemře, tedy ještě jednou zdůraznil její důležitost a důležitost ochraňovat ji za každou cenu. Na závěr se ptal sám sebe, zda tento "Temný hlas" nebyl Xel'naga, a pokud ano, proč se jeho navrátivší bohové snaží vše zničit. Po skončení poslední části přišel Raynor mezi ostatní bílý jako stěna a rozechvělý. Jen Hornerovi řekl, co viděl. Toshovi vlastně také, ale ten si to v jeho mysli přečetl sám.

### Kompletace xel'nažského artefaktu
Nedlouho poté Kerriganová naplánovala invazi na svět Tyrador VIII, který sloužil jako hlavní základna pro nadaci Moebius. Zaměstnanci nadace se sice stihli evakuovat, ale nestihli vymazat data z počítačů obsahující polohu ostatních artefaktů, jež hledalo. K tomuto úkolu si Raynorovy Jezdce najal zakladatel nadace Dr. Emil Narud. Jezdci byli sice úspěšní, ale tento střet s Kerriganovou Jima Raynora znovu uvrhl do depresí, obzvláště silných v kombinaci s tím, co se dověděl od Zeratula a Nadvědomí. Nepomohla mu ani reportáž v televici UNN, že nyní jsou Mengskové dva, když Kate Lockwellová dělala rozhovor s korunním princem Valeriánem Mengskem, jenž řekl, že svůj čas věnoval v poslední době studiem vojenské taktiky u generála Warfielda a také přípravě na události, kterými chce lidu Dominia ukázat, že bude výborným císařem, až přijde čas.
Jenže čas se krátil. Z dat nadace se dověděli o čtvrtém artefaktu na Typhonu IX, jehož slunce se začalo hroutit a brzy z toho bude supernova. Museli si pospíšit a rychle se vylodili na hořícím povrchu, kde opět narazili na Taldarimské. Takto častý výskyt zrovna těchto Protossů už pro mnohé nebyl normální, přesto s nimi museli znovu bojovat o artefakt, který jim nakonec ukradli.
Po splnění mise se Jezdci měli setkat ve volném prostoru vesmíru na určených tajných souřadnicích s vedením nadace Moebius. Na místo dorazili dříve než jejich klient. Nakonec z hyperprostoru dorazilo několik křižníků s barvami Dominia, včetně vlajkové lodi Bucephalus. Horner navrhl rychlý ústup, neboť křižníky Dominia okamžitě zahájily palbu, ale Raynor rozkázal provést útok, neboť ponechaly štíty vypnuté. Findlay pověděl Hornerovi, že jestli chtěl svou revoluci, tady ji má. Raynor si vzal s sebou pistoli s jediným nábojem pro Mengska, neboť se domníval, že bude na palubě. Probojoval se až na Bucephalus do trůnní místnosti, kde viděl Mengska otočeného zády a klidného. Vytáhl připravenou pistoli a řekl mu, aby se otočil, že chce, aby viděl, jak kulka přijde. Osoba však odpověděla, že tady jeho otce nenajde a otočila se. Byl to Valerián Mengsk.
Ten Raynorovi pověděl, že je majitelem nadace Moebius, tedy vlastní i jeho. Naštvaný Raynor zahrozil, ať mu řekne jediný důvod, proč by ho neměl zabít tady a teď. Valerián odpověděl, že ví o šanci, jak vyléčit Sáru Kerriganovou, tedy má to, o čem už on sám léta sní. Raynor byl tímto odzbrojen. Po zastavení palby musel Raynor čelit nechuti posádky Hyperionu dál něco dělat, protože do teď bojovali proti Mengskovi, ale nyní jednomu takovému budou sloužit. Vzpouzel se i Horner, zda je moudré jít proti dosavadnímu přesvědčení a provést sebevražedný útok na Char jen proto, aby zachránili jeho holku. Ale na to rozčílený Raynor řekl, že ví, co dělá, a není to vůbec o něm a Sáře, ale o něčem mnohém větším, narážel tím na Zeratulovo proroctví a připomínal, že zachrání miliardy životů - Mengsk chvíli počká.
Nakonec přece jen letěli zajistit poslední artefakt. Nyní už všichni věděli, že se tyto artefakty složí do jednolitého xel'nažského artefaktu, jenž má moc zničit Zergy v okolí a bude pomocí něj možné Kerriganovou zachránit. Dorazili k troskám xel'nažské mateřské lodi, kterou však obsadili opět Taldarimští, navíc aktivovali štíty, jež zabijí vše, co sejde na povrch. Pomocí bitevníků, jež měli k dispozici díky Valeriánovi, byli schopni vydržet dost na to, aby jejich generátory stihli ničit. Taldarimští bránili poslední artefakt velmi zuřivě a Jezdci se střetli i s taldarimskou mateřskou lodí jejich exekutora. Jezdci poslední část i tak získali.

### Bitva o Char
Po návratu se všemi částmi artefaktu došlo v kantýně Hyperionu, v němž mnozí podléhali vlivu alkoholu, k rozepři o motivech Raynora, když je všechny pošle na smrt na Char. Zvláště aktivní byli technik Milo Kachinsky a Tychus Findlay. Věc skončila rvačkou, když se na scéně objevil Raynor. Opilý Findlay ho nazval zbabělcem a zaútočil na něj, hodil po něm stolem, pokusil se ho narazit na zeď, a nakonec vyrval ze stropu hrající jukebox, aby ho po něm hodil. Minul, navíc ho Raynor mrštně přeskočil a Tychuse trefil drátem s elektřinou do jeho brnění, čímž ukončil jeho běsnění. Na řeči ostatních odpověděl rázně: jejich mise vždy byly o záchraně životů, nyní na tom není nic jiného. Zergové přinášejí smrt, a když je šance jejich hrozbu odstranit, bere ji, navíc je to větší hrozba než Mengsk. Tím si ostatní naklonil zase na svou stranu, viděli ho tak, jak ho znají, a odešli na svá místa. Raynor paralyzovaného Tychuse převalil na záda a zdůraznil mu, že takové řeči už nechce nikdy slyšet. Přikázal mu vstát a kantýnu uklidit.
Nad Charem odletěl na Bucephalus na brífink před bitvou, kde se pohádal s generálem Horáciem Warfieldem, když odmítl jeho taktiku. Rozepři uklidnil až Valerián Mengsk, jenž řekl, že každý zná generálovy hrdinské činy, ale Raynora a jeho lidi tady má, jak on sám tvrdí, proto, že Zergy si nelze naplánovat, tedy pro nepředvídatelné situace. Poté otevřel komunikační kanál ke svému otci Arcturusovi (který se před revoltou zavřel v paláci a nikam nevycházel), jenž požadoval vysvětlení, proč si z Korhalu vzal půlku celé flotily Dominia. Vypadal, že je hrdý na Valeriánovo odhodlání dokázat porážkou Sáry Kerriganové, největšího nebezpečí pro lidstvo, svou připravenost vládnout, ale vyjádřil obavy, že mu může mise přerůst přes hlavu. Do záběru vstoupil Raynor, aby Arcturusovi Mengskovi řekl, že jeho syn není sám. Arcturus si odplivnul, že moc dobře ví, že tu "děvku" není možné zachránit, ani jeho. Raynor mu odpověděl, že až to tady skončí, že si ještě vyřídí účty. Jakmile tato konverzace skončila, z povrchu Charu přiletěla první vlna Zergů. Raynor se odešel připravit na bitvu a řekl Valeriánovi, že rozehrál hodně nebezpečnou hru.
Pokus o vylodění dopadl dost katastroficky. Spousta jednotek byla Zergy kompletně zničena ještě dříve, než dorazily na povrch. Mnohé zůstaly v zónách výsadku izolované, včetně toho, v jejichž řadách byl generál Warfield. Raynor se dokázal díky předchozím zkušenostem z Charu dostat na povrch v pořádku a zjistil, že je k Warfieldovi, jenž vysílal nouzový signál, nejblíž. Generál ztrácel kvůli neustálým útokům Zergů jednoho muže za druhým a musel se také dát na zteč, přičemž ho hydraliskové trefili šipkami do pravé paže. Než ho jeden z podhrabaných Zergů stihl zabít, dorazil Raynor se svými Jezdci a s Tychusem právě včas. Generál Warfield ocenil Raynorovu statečnost i důvtip, když dokázal do jejich oblasti dostat i bombardéry, jež je ochránily před dalším nájezdem Zergů.
Díky tomu mohli začít budovat základnu pro pozemní operace. Bylo však nutné zničit zergskou podzemní strukturu Nyduských kanálů a jejich opěrný bod na oběžné dráze Charu na staré platformě, neboť se na Char začaly vracet zergské rody, jež byly jinde. Warfield se kvůli zásahu hydraliska necítil dobře a musel být převezen zpátky nahoru do křižníku k vyšetření, tak velení nad pozemní operací svěřil Raynorovi. Na likvidaci systému Nyduských kanálů si Raynor vzal své muže včetně Tychuse Findleyho a byl úspěšný, ale před zhroucením charských lávových jeskyní je dělily sekundy. Poté, co byl systém kanálů zničen, nebo na oběžné dráze byla sestřelena platforma (stačilo vypnout stabilizátory, jež byly nehledě na zergskou nákazu stále funkční), došlo na přípravy na závěrečný úder na primární úl roje.
Seshora se vrátil generál Warfield s novou protetickou rukou a s dárkem pro Raynora: Valerián smontoval xel'nažský artefakt a naprogramoval ho tak, aby měl žádoucí účinek. Jen je potřeba ho nabít, což potrvá. Na Charu začal vzácný prudký liják, který Terranům situaci neusnadnil, všude byl kouř, horko a dusno, jako v pekle. Že je artefakt na místě a téměř připraven k použití, věděla i Kerriganová, a na základnu vypouštěla ty nejhorší možné útoky. Často útočila sama, ale z bitvy dokázala při porážkách vždy uniknout zpět do hlavního úlu. Když byl po dlouhé době artefakt téměř nabitý, počastovala Terrany a Raynora urážkami, ale zároveň se jí na chvíli změnil hlas a Jima vyzvala, aby nepřestal. Jakmile byl nabit na 100 %, vyslali Terrani z artefaktu obří novu, jež zničila všechny Zergy v celých oblastech Charu široko daleko a umrtvila velkou část úlů roje.
Raynor s Findlayem pak vedli průzkumnou misi do opuštěných a vyčištěných útrob hlavního úlu roje, kde nalezli ležící nahou Sáru Kerriganovou v bolestech, slabou, nehybnou a z většiny odzergovatělou, zůstaly ji jen články tykadel místo vlasů. Findlay se na ni podíval, když tu se z jeho vysílačky ozval Arcturus Mengsk, aby splnil svou část dohody. Tychus namířil svou pušku mezi její oči. Raynor se ho zeptal, co to proboha provedl. Tychus odpověděl, že podepsal smlouvu s ďáblem. Ona zemře, on bude volný. Když vystřelil, Raynor ramenem vykryl kulku, vytáhl svou ukrytou pistoli s nábojem, co měl původně pro Mengska, a Tychuse, svého dávného přítele, zastřelil se slovy, že každý si musí někdy zvolit. Hra končí záběrem, kde Raynor odnáší v náručí za ranního slunce Sáru do bezpečí.
Invaze Zergů tak skončila. Jimovi Raynorovi se splnil sen, jeho Sára je zpátky taková, jaká (téměř) byla. Valerián si splnil své ambice, celé Dominium oslavovalo úspěch jeho mise, přičemž zapomnělo protestovat proti Arcturusovi, jenž (prozatím) stále setrvával na trůnu Dominia jako císař.

## Hodnocení
Starcraft II se dočkal velmi příznivých ohlasů u kritiky. Podobně jako jeho předchůdce, i u Starcraftu II je oceňována jeho hratelnost, stejně jako nové prvky a rozšířená dějová linie a naopak prvky a problémy, které byly u původní hry kritizovány, byly u Starcraftu II opraveny či odstraněny. Během prvního měsíce po vydání se prodalo více než tři miliony kopií po celém světě.